# فاروخ

فاروخ هي قرية تقع في مقاطعة أسكيران في جمهورية أرتساخ، مرتفعات قره باغ.